# Камва, Ландри
Ландри Фофу Камва (фр. Landry Fofu Kamwa; род. 31 декабря 2001, Дуала) — камерунский футболист, полузащитник.

## Карьера
Воспитанник клуба «Юнион Дуала», за который позже выступал в период с 2019 по 2020 года. В августе 2021 года перешёл в белорусский клуб «Минск». Дебютировал за клуб 22 августа 2021 года против гродненского «Немана», выйдя на замену на 80 минуте. Провёл за клуб всего 4 матча и по окончании сезона покинул команду.